# Jeff Lemire
Jeff Lemire (Essex, 21 de março de 1976) é um autor canadense de histórias em quadrinhos. É o criador das séries Essex County e Sweet Tooth.
Em 2012, foi indicado ao Eisner Award de Melhor Escritor por seu trabalho em Sweet Tooth e nas séries Animal Man e Frankenstein, publicadas pela DC Comics. Na Marvel Comics foi responsável por títulos como Cavaleiro da Lua, Extraordinários X-Men, Velho Logan e Gavião Arqueiro.